# サンドウィッチマン&芦田愛菜の博士ちゃん
『サンドウィッチマン&芦田愛菜の博士ちゃん』（サンドウィッチマンとあしだまなのはかせちゃん）は、テレビ朝日系列で2019年10月12日から放送されているバラエティ番組。サンドウィッチマンと芦田愛菜の冠番組でもある。

## 概要
2019年2月2日と6月1日にパイロット版『サンドウィッチマン＆芦田愛菜のぶっつけ教室 博士ちゃん』（サンドウィッチマン あしだまなのぶっつけきょうしつ はかせちゃん）が2回放送され、2019年10月12日よりレギュラー放送が開始。
ある特定の分野に詳しい少年および少女が先生役「博士ちゃん」として出演してサンドウィッチマンに授業を行い、芦田がプレゼンをサポートしていく。内容としては教育番組寄りだが、制作サイドはバラエティ番組だと公言している。
芦田は、ゴールデンタイムにおけるレギュラー番組での司会は初となる。なお、番組タイトルのロゴやロゴに描かれているサンドウィッチマンと芦田のイラストは、サンドウィッチマンが同局でレギュラー出演している『帰れマンデー見っけ隊!!』で出会ったイラストレーターの女性が担当している。
2021年5月1日に放送された軍艦島2時間スペシャルが、「ギャラクシー賞」テレビ部門の2021年5月度月間賞に選ばれた。
前番組である『世界が驚いたニッポン! スゴ〜イデスネ!!視察団』と同様に土曜20時台の『池上彰のニュースそうだったのか!!』との交互2時間特番をする傾向があり、定時での1時間放送は2020年1月25日が初めてになった。同年2月8日には2度目の1時間放送、続く2月15日も1時間放送で、2週連続は初となる。この他、同年2月1日は当番組の90分SP（18:30 - 19:54）と『そうだったのか』の通常体制による2本立て、また2月22日には当番組の6分拡大（18:56 - 20:00）と『そうだったのか』の6分縮小（20:00 - 20:54）2本立てで、1ヶ月間にわたって通常または拡大での2本立てが続いていた。その後4月18日に2ヶ月振りに当番組6分拡大・『そうだったのか』6分縮小の2本立てになり、5月2日から4か月以上6分拡大・2本立て編成となった。そして8月1日には7ヶ月振りに2時間スペシャルが放送された。
新型コロナウイルスの影響により、2020年5月9日放送分から6月20日放送分と7月4日放送分は芦田と博士ちゃんは別室からのリモート出演となり、スタジオ出演はサンドウィッチマンのみとなった。6月27日放送分と7月11日放送分より芦田がスタジオに復帰した。
10月より放送時間が正式に6分拡大となり、18:56 - 20:00となった。
2021年7月10日放送分にて、葉加瀬太郎が手掛けたテーマ曲「博士ちゃん」のレコーディング風景が放送され、このパートの「博士ちゃん」として葉加瀬もリモート出演した。同日のエンディングから使用している。
授業スタイルの回もあれば、クイズ形式の「悪魔の三択」の回もある。「悪魔の三択」の回ではデータ放送を実施する。

## 出演者

### MC
- サンドウィッチマン（伊達みきお、富澤たけし）[1]
- 芦田愛菜[1]

## 番組テーマ曲
- 単発放送時代 - 2021年7月10日オープニングまで「『バック・トゥ・ザ・フューチャー』のテーマ」（作曲：アラン・シルヴェストリ）
- 2021年7月10日エンディングから - 「博士ちゃん」（作曲：葉加瀬太郎）[6]

## 放送局
| 放送対象地域   | 放送局                       | 系列           | 放送日時                                | 遅れ       |
| -------------- | ---------------------------- | -------------- | --------------------------------------- | ---------- |
| 関東広域圏     | テレビ朝日（EX）             | テレビ朝日系列 | 土曜 18:56 - 19:54 ↓ 土曜 18:56 - 20:00 | 制作局     |
| 北海道         | 北海道テレビ（HTB）          | テレビ朝日系列 | 土曜 18:56 - 19:54 ↓ 土曜 18:56 - 20:00 | 同時ネット |
| 青森県         | 青森朝日放送（ABA）          | テレビ朝日系列 | 土曜 18:56 - 19:54 ↓ 土曜 18:56 - 20:00 | 同時ネット |
| 岩手県         | 岩手朝日テレビ（IAT）        | テレビ朝日系列 | 土曜 18:56 - 19:54 ↓ 土曜 18:56 - 20:00 | 同時ネット |
| 宮城県         | 東日本放送（khb）            | テレビ朝日系列 | 土曜 18:56 - 19:54 ↓ 土曜 18:56 - 20:00 | 同時ネット |
| 秋田県         | 秋田朝日放送（AAB）          | テレビ朝日系列 | 土曜 18:56 - 19:54 ↓ 土曜 18:56 - 20:00 | 同時ネット |
| 山形県         | 山形テレビ（YTS）            | テレビ朝日系列 | 土曜 18:56 - 19:54 ↓ 土曜 18:56 - 20:00 | 同時ネット |
| 福島県         | 福島放送（KFB）              | テレビ朝日系列 | 土曜 18:56 - 19:54 ↓ 土曜 18:56 - 20:00 | 同時ネット |
| 新潟県         | 新潟テレビ21（UX）           | テレビ朝日系列 | 土曜 18:56 - 19:54 ↓ 土曜 18:56 - 20:00 | 同時ネット |
| 長野県         | 長野朝日放送（abn）          | テレビ朝日系列 | 土曜 18:56 - 19:54 ↓ 土曜 18:56 - 20:00 | 同時ネット |
| 石川県         | 北陸朝日放送（HAB）          | テレビ朝日系列 | 土曜 18:56 - 19:54 ↓ 土曜 18:56 - 20:00 | 同時ネット |
| 静岡県         | 静岡朝日テレビ（SATV）       | テレビ朝日系列 | 土曜 18:56 - 19:54 ↓ 土曜 18:56 - 20:00 | 同時ネット |
| 中京広域圏     | 名古屋テレビ（メ〜テレ/NBN） | テレビ朝日系列 | 土曜 18:56 - 19:54 ↓ 土曜 18:56 - 20:00 | 同時ネット |
| 近畿広域圏     | 朝日放送テレビ（ABC TV）     | テレビ朝日系列 | 土曜 18:56 - 19:54 ↓ 土曜 18:56 - 20:00 | 同時ネット |
| 広島県         | 広島ホームテレビ（HOME）     | テレビ朝日系列 | 土曜 18:56 - 19:54 ↓ 土曜 18:56 - 20:00 | 同時ネット |
| 山口県         | 山口朝日放送（yab）          | テレビ朝日系列 | 土曜 18:56 - 19:54 ↓ 土曜 18:56 - 20:00 | 同時ネット |
| 香川県・岡山県 | 瀬戸内海放送（KSB）          | テレビ朝日系列 | 土曜 18:56 - 19:54 ↓ 土曜 18:56 - 20:00 | 同時ネット |
| 愛媛県         | 愛媛朝日テレビ（eat）        | テレビ朝日系列 | 土曜 18:56 - 19:54 ↓ 土曜 18:56 - 20:00 | 同時ネット |
| 福岡県         | 九州朝日放送（KBC）          | テレビ朝日系列 | 土曜 18:56 - 19:54 ↓ 土曜 18:56 - 20:00 | 同時ネット |
| 長崎県         | 長崎文化放送（ncc）          | テレビ朝日系列 | 土曜 18:56 - 19:54 ↓ 土曜 18:56 - 20:00 | 同時ネット |
| 熊本県         | 熊本朝日放送（KAB）          | テレビ朝日系列 | 土曜 18:56 - 19:54 ↓ 土曜 18:56 - 20:00 | 同時ネット |
| 大分県         | 大分朝日放送（OAB）          | テレビ朝日系列 | 土曜 18:56 - 19:54 ↓ 土曜 18:56 - 20:00 | 同時ネット |
| 鹿児島県       | 鹿児島放送（KKB）            | テレビ朝日系列 | 土曜 18:56 - 19:54 ↓ 土曜 18:56 - 20:00 | 同時ネット |
| 沖縄県         | 琉球朝日放送（QAB）          | テレビ朝日系列 | 土曜 18:56 - 19:54 ↓ 土曜 18:56 - 20:00 | 同時ネット |
| 富山県         | 富山テレビ（BBT）            | フジテレビ系列 | 不定期放送                              | 遅れネット |
| 鳥取県・島根県 | 山陰放送（BSS）              | TBS系列        | 不定期放送                              | 遅れネット |
| 高知県         | 高知放送（RKC）              | 日本テレビ系列 | 不定期放送                              | 遅れネット |

## スタッフ（2025年2月以降）
※=レギュラー版から加入
- ナレーション：太田真一郎（※）、萩野志保子（テレビ朝日アナウンサー）
- 構成：飯塚大悟、林田晋一、デーブ八坂、坂本龍二、川嶋結衣（デーブ・川嶋→※）
- TM：高田格、安村真奈【週替り】（共にテレビ朝日、安村→※）
- TD/SW：廣瀬義幸
- CAM：丸山竜一、渡邉良平、保泉達也、古川雅之、高(髙)橋広奈、中島祥郎、中島浩司、福元昭彦、雨森貴之、桝田茂雄、松浦伸哉、前田芽生、掛橋翔太、宮内大翼、新井麻菜美、時田将光、樗木真弥、阿部奈津子、長崎太資【週替り】（全員→※、掛橋→第1回・※）
- VE：弓立寛子（※、第2回は収録）、中村優介、東那美（中村→※、東→以前はVTR→PS）【週替り】
- PS（※）：鈴木太作、澤田翔平、瀬尾将太、増田百恵、菅原功暉、田辺帆風、佐藤善紀（鈴木～菅原・佐藤→※、鈴木・田辺→以前はVTR、瀬尾→一時離脱）【週替り】
- VTR（第1回と※）：平田壮之介、橋本潤（以前はVE）、松村綾香【週替り】（橋本以外→※）
- MIX：五十嵐暢之、安食愛美、坊上雄一郎（安食・坊上→※）【週替り】
- クレーン：田中政治、中村重光（以前はカメラ）、持田尚克（第1回と※）、宮田浩、小林健一、竹中崇将、浅田康和（第2回と※）、田近朗史、河原優太、深谷勝成、光安貴行、湯浅一真、俵谷祐輔、西海茜、毘舎利彩衣、柴田賢吾【週替り】（田中・中村・宮田・竹中・田近・河原～柴田→※、竹中・浅田・河原・湯浅→一時離脱→復帰）
- 照明：高木英紀
- 美術（※）：出口智弘（※）
- デザイン：佐藤朝美（※）
- 美術進行：髙崎絵織、三木晴加（三木→※）
- 大道具：作田慎之介（※）
- 小道具：石井琢也
- 電飾（※）：佐藤優（※）
- メイク：川口カツラ店
- ロケ技術（※）：TSP（※）
- 技術協力：テイクシステムズ、共立ライティング
- 美術協力：/tv asahi create
- イラスト：Gonn
- CG（第2回-）：森三平（第2回-）
- 編集：賀古勝利（第2回-）、鳥塚幸輔、是永彩希、坂井萌、早川亮、松崎行芳（是永～松崎→※、早川→一時離脱→復帰）【週替り】
- MA：河野翔平（※）、大脇唯矢（第1回と※）、内山祐希（※）【週替り】
- 音響効果：高島慎太郎
- TK：池田真梨絵
- 宣伝：石原瞳（テレビ朝日、※）
- 編成：土井泰樹、安部旭紘（テレビ朝日、共に※）
- 企画協力（※）：下野大輔、伊藤稔（共に※、博報堂DYメディアパートナーズ）
- 協力：メディア・リース
- リサーチ：福田光利、大久保貴之、志田顕悟、田原拓郎（全員→※）
- 制作協力：リップル、ブロックス（ブロックス→※）
- 制作スタッフ：大槻奈々瀬【毎週】、松本奈々、早瀬大、田名部響、原田有也、古田由羅、長野光蔑、外山隼、丸山かよ、宮崎桃子、長谷部光紀、佐藤海斗、野口亜美、佐藤良信、石丸千夏、山村真穂、志羅山美由紀、松本友里、平山有果、船越綵(彩)和、渡邉舞美、信藤千乃、加藤主大、休場遼、今野彩貴、名和真珠子、仲尾夢乃、清水碧、黒田虎之進、吉岡樹乃、野口紗良、金子健人、小﨑ひなた、徳元智也、新井空、久保田まな花、小山瑛子、増村陽太、實村花、杉浦一江、今村太一、柿崎結衣、松田大輝、鈴木瑠々、井上ありさ、小室友梨華【週替り】（全員→※）
- 制作デスク（※）：稲月彰子（※）
- アシスタントプロデューサー（第1回と※）：逆井かおり、村田幸子、川越優衣、中尾有美子、村林恵美利、勝部愛（リップル）、飯島寿美礼、国広美里、加藤由里菜、黒須めぐみ、千葉雪音、小嶋悠介、田川貴雅【週替り】（全員→※、黒須→以前は制作スタッフ→制作進行）
- ディレクター：池田政紀（クリーク・アンド・リバー社）、高戸大悟、西山嘉昭、田村育（シオプロ）、富永凌平、本橋宏之、小島啓太、金光豪、佐溝昭彦、大谷郁哉【週替り】（池田・本橋～大谷→※、富永・佐溝→以前は毎週担当制作スタッフ）
- チーフ/ディレクター（※）：上田一登（テレビ朝日、1,2回はディレクター）【週替り、回によって異なる】
- チーフディレクター（※）：ルベル瑠佳（テレビ朝日）、川本賢一郎（ブロックス）、山口貴由（全力カンパニー）、茂木孝太、相田貴史（ルベル→第1,2回はディレクター、川本・相田→※、山口・茂木→以前はディレクター）
- プロデューサー：萩原雄祐・畠中洋介（テレビ朝日）、河村健一郎、譲原繁【毎週】、冨永祐一（ブロックス）、田中智子、三藤豊（me too）、本村ちほみ【週替り】（畠中・河村以降→※、萩原→以前はディレクター→チーフディレクター、畠中→以前はディレクター→一時離脱）
- 演出：米田裕一（テレビ朝日）
- ゼネラルプロデューサー：鈴木忠親（テレビ朝日、以前はプロデューサー）
- 制作：テレビ朝日ビジネスソリューション本部 コンテンツ編成局第2制作部
- 制作著作：テレビ朝日

### 過去のスタッフ
- ナレーション：真地勇志（※）
- 構成：横張晋司
- CAM：村越一輝（第2回）、吉武佑祐、住田清志、石井豪、石黒康一、千ヶ崎裕介、土方希、青木勇太（吉武以降→※）
- VTR（第1回と※）：苫米地要二、柳澤満、小川博、二宮紗耶、喜多浩介、会岩信悟（全員→※）
- クレーン：芹澤勇樹、永嶋佳祐、伊藤友香（芹澤以降→※）
- 照明：田中晴夫（※）
- PA（※）：中島奈緒子（※）
- 美術（※）：近藤千春（※）
- 美術デザイン：小谷知輝（第1,2回）
- 美術進行：仲田幸正（※）
- 大道具：安藤由衣（第1,2回）
- 編集：中澤仁、遠藤毅（全員→※）、松村佳明（第1回と※）
- MA：金城徹（第2回）、武藤陽平（※）
- 宣伝：高橋夏子（第1,2回）、堀場綾技子、佐々木智世、森千明（堀場～森→※）（テレビ朝日）
- 編成：吉冨大輔、小古山拓矢（共に第1,2回）、岩井健太郎、三浦靖雄、佐野主絋、津戸悠希、馬渕真太朗、辻慈生、宇喜多宏美、沢登孝介、岡村地郎、長岡大河（岩井～長岡→※、岡村→一時離脱→復帰）（テレビ朝日）
- 企画協力（※）：山本浩二、山田圭介、須賀喜彌（共に※、博報堂DYメディアパートナーズ）
- リサーチ：岩間丈倫（第1回）、近江谷志織（第1,2回）、トロリー（第2回）、佐久間恵、入江規允、岩井紗世子（佐久間〜岩井→※）
- 監修（第2回）：岩原拳志朗（第2回）
- 制作スタッフ：杉村美星、後藤悠也（共に第1回）、鈴木彰、井上大空（共に第1,2回）、横山美希、金杉ゆかり、川野広大、柴山英俊、森未稀、青木大輔、相原久美子、小川修平、大久保達巳、新堀愛理、田代和総、遠藤佑将、龍田愛、江口太陽、佐々木字依（横山以降→※）
- アシスタントプロデューサー（第1回と※）：濱口聖也（第1回と※）、前田美和、高橋史弥、堀内真理恵（堀内→毎週）（前田以降→※）
- ディレクター：横田光一郎（第1回）、斎藤芳之、田中義巳、余語風香、大西あすか、長谷川雄平（斎藤以降→※、田中→以前は週替り担当制作スタッフ）
- チーフディレクター：井上圭、井上洋平、ふじもと創（共に※）
- プロデューサー：武井拓道、片山淳（片山→テレビ朝日、※）
- ゼネラルプロデューサー：友寄隆英（テレビ朝日）

## 受賞歴
- 2021年 - 5月度ギャラクシー賞 テレビ部門月間賞（サンドウィッチマン＆芦田愛菜の博士ちゃん2時間SP）[4]
- 2022年 - 第60回ギャラクシー賞入賞（「サンドウィッチマン＆芦田愛菜の博士ちゃん」新春3時間スペシャル）[8]